# Green Ethernet
Green Ethernet je proprietární technologie pro úsporu energie, která byla uvedena na trh IT společností D-Link.
Institut IEEE sestavil před časem pracovní skupinu pro zkoumání energetické účinnosti síťového hardwaru. Výsledkem je však prozatím jen předběžný návrh a datum jeho ratifikace není dosud známo. D-Link proto uvedl na trh svoji vlastní technologii, aby uspokojil požadavky na ekologické „zelené sítě“ ještě před ratifikací tohoto návrhu.
Na rozdíl od návrhu IEEE (802.3az), který je založen na zátěži linky, využívá technologie Green Ethernet dvou metod. Za prvé detekuje stav linky, což umožňuje přepnout jednotlivé porty přepínače do pohotovostního (klidového) režimu, pokud připojené koncové zařízení, například PC, není aktivní. Za druhé detekuje délku kabelu a podle ní reguluje potřebné množství energie. Nynější standard pro Ethernet stanoví, že přepínače mají mít dostatečný výkon pro vysílání signálu na vzdálenost až 100 metrů. To je však často zbytečné, zejména v domácnostech, kde pro připojení zařízení postačují kabely délky 5 nebo 10 metrů.

## Úspory energie
Green Ethernet byl poprvé použit u přepínačů pro domácnosti a u smart přepínačů. Domácí přepínače a zařízení s menším počtem portů však spotřebovávají méně energie ve srovnání s firemními přepínači a proto nejsou úspory energie u této kategorie zařízení tak markantní. D-Link uvádí, že použitím jeho Green Ethernet přepínačů lze dosáhnout až 80% úspory energie, což se promítne také do delší životnosti produktu díky sníženému vyzařování tepla.

## Směrovače (routery)
Další vylepšení bylo ohlášeno v srpnu 2008, kdy D-Link zabudoval novou technologii do svých bezdrátových směrovačů. Gigabitové směrovače řady Wireless N budou vybaveny funkcí WLAN Scheduler, která umožní naprogramovat časový rozvrh pro zapnutí a vypnutí vysílání Wi-Fi rádiových signálů, aby se ještě více snížila spotřeba energie. Pro směrovače budou k dispozici upgrady firmwaru, které doplní tuto novou funkci i do dříve zakoupených zařízení.